# Ihdin
Ihdin (arab. ‏إهدن‎) – górskie miasto w Libanie, w kadzie Zagharta, 124 km na północ od Bejrutu. Historia miejscowości sięga starożytności. W VI wieku jej mieszkańcy przyjęli chrześcijaństwo w obrządku maronickim. Mieszkańcy Ihdin wspierali krzyżowców z Hrabstwa Trypolisu w walce z muzułmanami. W 1283 roku miejscowość została spalona przez wojska sułtana Kalawuna i ponownie zniszczona w 1586 roku. W XVI wieku ehdeńczycy założyli Zaghartę i od tego czasu mieszkańcy obu miast tworzą jedną wspólnotę.

## Osoby związane z Ihdin
- Gabriel z Syjonu (1577–1648) – duchowny katolicki, tłumacz Biblii.
- Jan Maklouf z Ehden – maronicki patriarcha Antiochii w latach 1608–1633
- Jerzy Omaira z Ehden – maronicki patriarcha Antiochii w latach 1633–1644.
- Stefan Douaihy z Ehden – maronicki patriarcha Antiochii w latach 1670–1704.
- Jussef Bej Karam (1823–1889) – libański działacz narodowy.
- Sulajman Farandżijja – prezydent Republiki Libańskiej w latach 1970–1976.